# Солотвино ІІ
Солотвино ІІ — проміжна залізнична станція 4 класу Ужгородської дирекції Львівської залізниці, розташована у смт Солотвино Тячівського району Закарпатської області.
Розташований між станціями Тересва (15 км) та Солотвино І (3 км).
Станцію було відкрито 1970 на вже діючій лінії Батьово — Солотвино, відкритій 1893 року.
Зупиняються лише приміські поїзди.

## Розклад руху приміських потягів
| Назва потяга         | Прибуття | Відправлення |
| -------------------- | -------- | ------------ |
| Батьово — Солотвино  | 1:54     | 1:55         |
| Солотвино — Дякове   | 4:01     | 4:02         |
| Королево — Солотвино | 6:31     | 6:32         |
| Солотвино — Батьово  | 7:01     | 7:02         |
| Батьово — Солотвино  | 15:10    | 15:11        |
| Батьово — Солотвино  | 18:48    | 18:49        |
| Солотвино — Королево | 19:40    | 19:41        |